# Inga urceolata
Inga urceolata là một loài thực vật có hoa trong họ Đậu. Loài này được N.Zamora miêu tả khoa học đầu tiên.